# 挾間町小野
挾間町小野（はさままちおの）とは、大分県由布市内の大字。郵便番号は879-5522。

## 地理
由布市の南東部、大分川中流右岸に位置する。大部分は山林となっているほか、大分川篠原ダムのダム湖を形成する。
挾間町谷、挾間町篠原、挾間町筒口、庄内町櫟木、庄内町東長宝、庄内町龍原と接する。

## 歴史
- 1954年10月1日 - 大分郡挾間村・谷村・石城川村・由布川村が合併し、挾間村が成立。（大分郡挾間村）
- 1955年4月1日 - 町制施行し、挾間町となる。（大分郡挾間町大字小野）
- 2005年10月1日 - 挾間町・庄内町・湯布院町で新設合併、市政施行で由布市が成立。大字表記および、小字、番地の「の」が廃止される。（由布市挾間町小野）[3]。

## 小・中学校の学区
市立小・中学校に通う場合、学区は以下の通りとなる。
| 町名       | 小学校           | 中学校             |
| ---------- | ---------------- | ------------------ |
| 挾間町小野 | 由布市立谷小学校 | 由布市立挾間中学校 |

## 交通

### バス
由布市が運営するコミュニティバスが運行している。

### 道路
- 大分県道618号龍原挾間線
- 大分県道626号中村鬼瀬停車場線

## 施設
- 篠原ダム
- 挾間温泉